# Tetuán
Tetuán is een district in de Spaanse hoofdstad Madrid, met 155.649 inwoners.

## Wijken
- Almenara
- Bellas Vistas
- Berruguete
- Castillejos
- Cuatro Caminos
- Valdeacederas

Centro · Arganzuela · Retiro · Salamanca · Chamartín · Tetuán · Chamberí · Fuencarral-El Pardo · Moncloa-Aravaca · Latina · Carabanchel · Usera · Puente de Vallecas · Moratalaz · Ciudad Lineal · Hortaleza · Villaverde · Villa de Vallecas · Vicálvaro · San Blas · Barajas